# Svodnice (přítok Moravy)
Svodnice je potok v Jihomoravském kraji, okrese Hodonín částečně také ve Zlínském kraji v okrese Uherské Hradiště, povodí Moravy, protéká Suchovem, Boršicemi u Blatnice, Blatničkou, Blatnici pod Svatým Antonínkem, Uherským Ostrohem a Veselím nad Moravou. Je to levostranný přítok Moravy s délkou 19,8 km.

## Pramen
Pramení v poblíž Suchovského Šumárníku (478 m n. m.) na území obce Suchov v nadmořské výšce 440 m n. m.

## Směr toku
Od pramene teče severozápadním směrem. Na toku je poblíž Blatničky stejnojmenný rybník.

## Přítoky
- Suchovský potok (L)
- Nový potok (L)
- Bozatínský potok (L)

## Geomorfologické celky
- Boršická pahorkatina
- Vnorovská plošina

## Ústí
Ústí do Moravy ve městě Veselí nad Moravou v nadmořské výšce přibližně 174 m n. m.